# 紀元前90年代
紀元前90年代（きげんぜんきゅうじゅうねんだい）は、西暦による紀元前99年から紀元前90年までの10年間を指す十年紀。

## できごと

### 紀元前99年
- 前漢の李陵が匈奴に降伏する。

### 紀元前98年
- 前漢の武帝が泰山で封禅の儀を執行する。

### 紀元前91年
- 古代ローマで同盟市戦争（- 紀元前87年、主たる戦争は紀元前90年〜紀元前89年）。この戦争を通してローマは都市国家の集合体から単一の領土国家に変質する。

## 誕生
- 紀元前99年 - ルクレティウス、ローマの哲学者、詩人（+ 紀元前55年）